# Platymiscium albertinae
Platymiscium albertinae là một loài loài thực vật họ Đậu (Fabaceae).
Loài này chỉ có ở Honduras.
Chúng hiện đang bị đe dọa vì mất môi trường sống.